# Optare Versa
Optare Versa – niskopodłogowy autobus miejski klas midi oraz maxi produkowany od 2007 roku przez brytyjskie przedsiębiorstwo Optare.
Autobus zaprezentowany został 7 listopada 2006 roku na targach w National Exhibition Centre w Birmingham. Pierwsze zamówienie na 25 pojazdów zostało złożone tego samego dnia przez spółkę Stagecoach Group.
Optare Versa oferowany jest w wersjach: 9,7-, 10,4-, 11,1- i 11,7-metrowej oraz szkolnej 12-metrowej, posiadających w standardowym układzie odpowiednio 32, 36, 40, 44 lub 57 miejsc siedzących. Autobus wyposażony jest w jedną lub (w przypadku pojazdów oferowanych przewoźnikom działającym na terenie Londynu, zgodnie z wytycznymi Transport for London) dwie pary drzwi.